# 丫口合耳菊
丫口合耳菊（学名：Synotis yakoensis）是菊科合耳菊属的植物，是中国的特有植物。分布在中国大陆的云南等地，生长于海拔2,000米的地区，多生长于开旷山坡或林地，目前尚未由人工引种栽培。

## 别名
丫口千里光（云南种子植物名录）、丫口尾药菊